# Ján Čapkovič
Ján Čapkovič (* 1. November 1948 in Bratislava) ist ein ehemaliger slowakischer Fußballspieler.

## Spielerkarriere
Ján Čapkovič begann mit dem Fußballspielen bei ČH Bratislava, mit 18 Jahren wechselte er zu Slovan Bratislava. Dort bestritt der linke Außenstürmer 285 Erstligaspiele, in denen er 100 Tore schoss. 1972 wurde er mit 19 Toren Torschützenkönig der Tschechoslowakischen Liga. Mit Slovan gewann Čapkovič 1970, 1974 und 1975 die Tschechoslowakische Fußballmeisterschaft. 1968 gewann er mit seiner Mannschaft den nationalen Pokalwettbewerb, 1969 sorgte Slovan mit dem Gewinn des Europapokals der Pokalsieger für eine große Überraschung.
In der Tschechoslowakischen Nationalmannschaft bestritt Čapkovič zwischen 1968 und 1974 20 Länderspiele, in denen er sechs Tore schoss. 1968 nahm er mit der Tschechoslowakischen Mannschaft an den Olympischen Sommerspielen in Mexiko teil.
1977 kehrte Ján Čapkovič zu ČH Bratislava zurück, wo er 1983 seine Laufbahn beendete. Bei dem inzwischen in ŠKP Dúbravka umbenannten Verein arbeitet er als Manager.
Sein Zwillingsbruder Jozef Čapkovič war ebenfalls Tschechoslowakischer Nationalspieler. 

### Stationen
- ČH Bratislava (bis 1967)
- Slovan Bratislava (1967–1977)
- ČH Bratislava (1977–1983)